# Caromb
Caromb è un comune francese di 3 236 abitanti situato nel dipartimento di Vaucluse della regione della Provenza-Alpi-Costa Azzurra.

## Società

### Evoluzione demografica
Abitanti censiti